# Primeira Frente Bielorrussa
 A Primeira Frente Bielorussa (em bielorrusso:  Першы Беларускі фронт) foi uma importante formação do Exército Vermelho durante a Segunda Guerra Mundial, de tamanho equivalente a um grupo de exércitos ocidental.

## Criação e operações iniciais
A Frente Bielorrussa foi criada em 20 de outubro de 1943, como a nova designação da Frente Central. Ela foi colocada sob o comando do general Konstantin Rokossovski, que já comandava a Frente Central. Ela lançou a Ofensiva Gomel-Rechitsa, em 1943, e depois a Ofensiva Kalinkovitchi-Mozir, em 1944.

## Redesenho e operações de 1944
A frente foi renomeada Primeira Frente Bielorrussa em 17 de fevereiro de 1944, após a Ofensiva Dniepre-Cárpatos. Alguns dias depois, em 21 de fevereiro, começou a Operação Rogachev-Jlobin, que continuou até 26 de fevereiro. Sua próxima operação foi a Ofensiva de Bobruisk, parte da Operação Bagration, e em 26 de junho os ataques da Primeira Frente Bielorrussa cercaram Bobruisk, prendendo 40.000 tropas da 41ª Divisão Panzer alemã (parte do 9º Exército). De 18 de julho a 2 de agosto, a frente fez parte da Ofensiva de Lublin-Brest.
De 2 de agosto a 30 de setembro, a Frente foi encarregada de remover os alemães a leste do rio Vístula (durante esse episódio ocorreu a Batalha de Radzimin, entre 1 e 10 de agosto). Seu 8º Exército da Guarda e seus 28º, 47º, 65º, 69º e 70º Exércitos estiveram envolvidos em Radzimin. Mais tarde, em 14 de setembro, a Primeira Frente Bielorrussa, com o apoio de forças polonesas, capturou Praga, no subúrbio de Varsóvia.

## Operações em 1945
O próximo ataque da frente foi a Operação Varsóvia-Poznań, uma parte da Ofensiva Vístula-Oder. Em 13 de janeiro, a Primeira Frente Bielorrussa iniciou uma ofensiva contra Pillkallen (chamada Schlossberg, na época), na Prússia Oriental, e encontrou forte resistência do 3º Exército Panzer. A Primeira Frente Bielorrussa atacou o 9º Exército alemão a partir das cabeças de ponte de Magnuszew e Puławy, desde as 8h30min de 14 de janeiro, novamente iniciando com um pesado bombardeio. Os 33º e 69º Exércitos irromperam da ponte de Puławy e avançaram até uma profundidade de 30 km, enquanto o 5º Exército de Choque e o 8º Exército da Guarda irromperam da cabeça de ponte de Magnuszew. O 2º e 1º Exércitos Tanques da Guarda foram enviados na sequência, a fim de explorar as brechas abertas. Em 25 de janeiro, a Frente isolou a cidade-fortaleza de Poznań, que detinha 66.000 soldados alemães, e continuou seu avanço de 80 km por dia, deixando o 8º Exército da Guarda para sitiar a cidade, que finalmente foi tomada em 23 de fevereiro. Enquanto Adolf Hitler lidava com questões domésticas na Alemanha, Stalin havia derrotado o exército alemão na região de Varsóvia.

## Captura de Berlim
Juntamente com a Primeira Frente Ucraniana, a Primeira Frente Bielorrussa participou da grande Batalha de Berlim, o clímax da Segunda Guerra Mundial.
Em novembro de 1944 o marechal Gueorgui Júkov foi nomeado comandante da Primeira Frente Bielorrussa, para as suas duas últimas grandes ofensivas na Segunda Guerra Mundial. Após a captura da Polônia e da Prússia Oriental (sua captura foi concluída em 25 de abril, com a tomada de Pillau) de janeiro a março de 1945, os soviéticos reorganizaram suas forças durante as duas primeiras semanas de abril. O marechal Júkov concentrou a Primeira Frente Bielorrussa, que havia sido implantada ao longo do rio Oder, de Frankfurt, no sul, até o Báltico, em uma área em frente às Colinas de Seelow. A Segunda Frente Bielorrussa moveu-se para as posições que estavam sendo liberadas pelo Primeira Frente Bielorrussa, ao norte das Colinas de Seelow. Enquanto esta redistribuição estava em andamento, as lacunas que eram deixadas livres permitiram aos remanescentes do II Exército alemão, que haviam sido engarrafados em um saliente perto de Danzig, escapar através do Oder.
A Operação Ofensiva de Berlim começou na madrugada de 16 de abril, com os objetivos de capturar Berlim e ligar-se às forças aliadas ocidentais no Elba. A operação começou com um ataque às Colinas de Seelow, executado pela Primeira Frente Bielorrussa e pela Primeira Frente Ucraniana, do marechal Ivan Konev, ao sul. Inicialmente, a Primeira Frente Bielorrussa teve grande dificuldade em romper as linhas de defesa alemãs, mas depois de três dias ela conseguiu penetrar e se aproximar dos arredores de Berlim.
Em 22 de abril, a Primeira Frente Bielorrussa havia penetrado nos subúrbios do norte e do leste de Berlim. Eles terminaram o cerco de Berlim em 25 de abril, quando unidades da Primeira Frente Bielorrussa e da Primeira Frente Bielorrussa se encontraram em Kietzen, a oeste de Berlim. Depois de uma cerrada luta urbana, de rua em rua e de casa em casa, o general Helmuth Weidling, comandante da guarnição de Berlim, rendeu Berlim incondicionalmente às 15h (horário local) do dia 2 de maio.

## Pós-guerra
Em 8 de maio, após uma cerimônia de assinatura em Berlim, as forças armadas alemãs renderam-se incondicionalmente aos Aliados e assim a guerra na Europa acabou. Após a guerra, o staff da frente passou a integrar o Grupo das Forças Soviéticas na Alemanha.

## Comando
Lista parcial dos comissários da frente:
- Tenente-general Konstantin F. Telegin, continuando da Frente Central (outubro de 1943 - maio de 1944; novembro de 1944 - junho de 1945)
- Coronel-general Nikolai A. Bulganin (maio-novembro de 1944)

Lista dos comandantes da frente:
- Marechal Konstantin K. Rokossovski (outubro 1943 – novembro 1944)
- Marechal Gueorgui Júkov (novembro de 1944 – junho de 1945)

## Exércitos componentes
Os exércitos que faziam parte da Primeira Frente Bielorrussa incluíam:
- 61º Exército
- 1º Exército polonês
- 47º Exército
- 3º Exército de Choque
- 5º Exército de Choque
- 8º Exército da Guarda
- 69º Exército
- 33º Exército
- 16º Exército Aéreo
- 18º Exército Aéreo
- 1º Exército de Tanques da Guarda
- 2º Exército de Tanques de Guardas
- 3º Exército